# Diplura lineata
Espèce
Synonymes
- Mygale lineata Lucas, 1857
- Thalerothele fasciata Bertkau, 1880
- Diplura fasciata (Bertkau, 1880)
- Harmonicon nigridorsi Mello-Leitão, 1924
- Diplura nigridorsi (Mello-Leitão, 1924)

Diplura lineata est une espèce d'araignées mygalomorphes de la famille des Dipluridae.

## Distribution
Cette espèce est endémique de l'État de Rio de Janeiro au Brésil,.

## Description
Le mâle décrit par Pedroso, Castanheira et Baptista en 2016 mesure 18,5 mm et la femelle 15,3 mm.

## Publication originale
- Lucas, 1857 :  Arachnides. Expédition dans les parties centrales de l'Amérique du Sud : de Rio de Janeiro à Lima, et de Lima au Para, Paris, vol. 3, no 7, p. 14-23.